# صلاح دانش
مقدم طيار صلاح دانش طيار مقاتل مصري شارك في حرب اليمن وحرب 67 وحرب أكتوبر وهو الطيار المصري الوحيد الذي وقع في الأسر خلال حرب 67. وافته المنية يوم الاثنين 29 أغسطس 2023.

## مسيرته المهنية
ولد في حي سيدي جابر بالإسكندرية قبل أن ينتقل للعيش في حي مصر الجديدة بالقاهرة. التحق بالكلية الجوية في 1960 وتخرج فيها في 1963 ضمن الدفعة الرابعة عشر. ليلتحق بوحدة تدريب المقاتلات في قاعدة كبريت الجوية وعمل على طائرات ميج 15. ثم انتقل إلى قاعدة أبو صوير الجوية وعمل علي الطائرة ميج 17، بعدها انتقل إلى مطار فايد للالتحاق بإحدى أسراب الميج 19، السرب 15 في 1964. وشارك في اشتباك جوي على الحدود المصرية الإسرائيلية في 1965. وانضم في نفس العام إلى سرب العروبة (السرب 29) العامل بمقاتلات ميج 19 أيضاً وهو السرب الذي قدمته العراق هدية إلى مصر بعد حصولها على مقاتلات ميج 21.
اشترك صلاح دانش في حرب اليمن محلقاً على طائرات ميج 17 وعاد إلى مصر في 1967 للعمل كأستاذ في وحدة
تدريب المقاتلات بكبريت قبل أن ينتقل إلى مطار فايد للعمل على سرب المقاتلات ميج 19 بعد إعلان حالة الطوارئ في 14 مايو التي سبقت الحرب مع إسرائيل. حيث شهد تعرض المطار للقصف الإسرائيلي ضمن الضربة الجوية الإسرائيلية في 5 يونيو. أقلع مقدم طيار وقتها صلاح دانش ضمن تشكيل مكون من أربع مقاتلات ميج 19 يوم 7 يونيو لضرب رتل إسرائيلي مدرع يتقدم من العريش باتجاه بئر لحفن. لكن طائرات ميراج إسرائيلية اعترضت التشكيل ودخلت معه في معركة جوية نتج عنها سقوط طائرتي ميج 19 بينهما طائرة صلاح دانش، الذي تمكن من القفز بالمظلة وهبط على الأرض سالماً بالقرب من منجم جبل المغارة الذي توجه إليه بعد تأخر وصول النجدة إليه.
انضم دانش إلى عمال المنجم وبعض أفراد الجيش المصري لقطع الطريق سيراً نحو القناة بعدما وصلت أنباء عن تقدم المدرعات الإسرائيلية وفي الطريق تمكنت قوة إسرائيلية من أسره وظل بعض الوقت محجوزاً في سجن صرفند العمار قبل أن يُنقل إلى عتليت وظل بالأسر ثمانية أشهر حتى عاد لمصر بعد تبادل الأسرى في 1968.
عمل صلاح دانش أستاذاً في الكلية الجوية بعد عودته من الأسر على طائرة التدريب ياك 18 ثم على الطائرة إل-39 وحلق بالأخيرة ضمن طلعات قتالية لقصف القوات الإسرائيلية في الثغرة في نهاية حرب أكتوبر، ضمن تشكيل اللواء المقاتل التابع للكلية الجوية المكون من طائرات التدريب بعد تعديلها لتحمل صواريخ.
استقال صلاح دانش من الخدمة العسكرية بعد ثلاث سنوات من حرب أكتوبر.

## حياته الاجتماعية
تزوج صلاح دانش من شهدان الشاذلي، كريمة الفريق سعد الشاذلي وله ابنتين سميحة وشهيرة دانش.